# Héctor Gómez
Héctor Gomez (México, Torreón, Coahuila, 13 de outubro de 1934 — Cidade do México, 15 de agosto de 2009) foi um consagrado ator mexicano de cinema, teatro e televisão.

## Telenovelas
- Cuidado con el ángel (2008/2009) - Padre Anselmo Vidal
- La rosa de Guadalupe (2007) - Mateo
- Amor sin Maquillaje (2007) - Andrés
- Rebelde (2004/2006) - Prof. Hilário Ortiz
- Clase 406 (2002/2003) - Dr. Narváez
- Primer amor... a mil por hora (2000/2001) - Fernán Camargo
- Amor Gitano (1999) - Bernal
- La Usurpadora (1998) - Prof. Matias
- Bendita Mentira (1996) - Erasmo
- Alondra (1995) - Guillermo
- La Señorita (1994) - Jorge
- María Mercedes (1992) - Chaplin
- Baila conmigo (1992) - Fidel
- Aprendiendo a vivir (1984)
- J.J. Juez (1979)
- Pecado de amor (1978)
- La Venganza (1977) - Rodrigo
- Barata de primavera (1975) - Nacho
- Ha llegado una intrusa (1974) - Cuco
- Las Fieras (1972) - Pierre Brisson
- Muchacha italiana viene a casarse (1971) - Hector
- Puente de amor (1969) - Marcos
- Intriga (1968)
- Incertidumbre (1967)
- Un Color para tu piel (1967)
- El Juicio de nuestros hijos (1967)
- Secreto de confesión (1965)
- Un Grito en la obscuridad (1965) - Pablo
- La Doctora (1964)
- Central de emergencia (1964) - Dr. Anthony
- El Dolor de vivir (1964) - Jacob
- Historia de un cobarde (1964) - Tarcisio
- Grandes ilusiones (1963)
- Las Momias de Guanajuato (1962)
- La Noche sin mañana (1991)
- Un Rostro en el pasado (1960)
- Cuidado con el angel (1960) - Martin
- Ha llegado un extraño (1959) - Andrés
- Senda prohibida (1958) - Eric
- Besos en la noche (1958)